# Красный Посёлок (Михайловский район)
Кра́сный посёлок — деревня в Михайловском районе Рязанской области России.

## История
Населённый пункт основан после Октябрьской революции 1917 г. переселенцами из с. Ижеславль.
Название дано в духе идеологических представлений советского времени.
Первая часть составного топонима образована от слова красный «относящийся к революционной деятельности, к советскому социалистическому строю», вторая — от слова посёлок «населённый пункт сравнительно небольшого размера».
До 1924 года деревня входила в состав Ижеславльской волости Михайловского уезда Рязанской губернии.

## Население
| 1929 | 2010 |
| ---- | ---- |
| 583  | ↘0   |